# Lilja
Lilja is een middeleeuws gedicht in het IJslands (Oudnoords). De tekst wordt toegeschreven aan de monnik en skald Eysteinn Ásgrímsson (circa 1310-1361). Lilja bestaat uit 100 strofen. De beginletter van elke strofe komt daarbij overeen met de 100 letters van het gebed Ave Maria, waarbij Lilja staat voor Maria Magdalena. Alhoewel het is opgezet in een strak schema wordt het in Noorwegen en IJsland toch gezien als teken van de nieuwe tijd. Het was de eerste keer dat een uiting van het christelijk geloof en de Mariaverering daar zo aan de oppervlakte kwam. Het plaatst voorts het gewone leven in een christelijk wereldbeeld met bijvoorbeeld de strijd tussen goed en kwaad (God tegenover Lucifer).
Het gedicht wordt ook in de 21e eeuw nog steeds herdrukt, al is het dan overgezet naar het moderne Noors en IJslands.

## Alf Hurum
De Noorse componist Alf Hurum gebruikte de tekst voor zijn opus 15. De werken van Hurum behoren bijna allemaal tot het "vergeten repertoire", terwijl het merendeel op compact disc is uitgeven. Lilja moet het echter doen zonder een moderne opname of verdere gegevens. Het gedrukte exemplaar van Lilja in een vertaling van Fredrik Paasche (1924) vermeldde nog dat Hurum slechts 38 van de 100 strofen heeft gebruikt. Hurum gaf het werk in eigen beheer uit in 1919 (platenr 31); hij gebruikte Paasches versie uit 1915. 